# 第7回ボストン・オンライン映画批評家協会賞
第7回ボストン・オンライン映画批評家協会賞は2018年の映画を対象とした賞で、2018年12月15日に受賞者が発表された。

## 受賞一覧

### 作品トップ10
- 1位 『ビューティフル・デイ』
  - 2位 『魂のゆくえ』
  - 3位 『ROMA/ローマ』
  - 4位 『ブラック・クランズマン』
  - 5位 『ブラックパンサー』
  - 6位 『万引き家族』
  - 7位 『サポート・ザ・ガールズ』
  - 8位 『バスターのバラード』
  - 9位 『ヘレディタリー/継承』
  - 10位 『ビール・ストリートの恋人たち』

### 監督賞
- リン・ラムジー - 『ビューティフル・デイ』

### 主演男優賞
- イーサン・ホーク - 『魂のゆくえ』

### 主演女優賞
- トニ・コレット - 『ヘレディタリー/継承』

### 助演男優賞
- リチャード・E・グラント - 『ある女流作家の罪と罰』

### 助演女優賞
- レジーナ・キング - 『ビール・ストリートの恋人たち』

### 脚本賞
- ポール・シュレイダー - 『魂のゆくえ』

### 撮影賞
- アルフォンソ・キュアロン - 『ROMA/ローマ』

### 編集賞
- ジョー・ビニ - 『ビューティフル・デイ』

### 作曲賞
- ジョニー・グリーンウッド - 『ビューティフル・デイ』

### アニメ映画賞
- 『スパイダーマン:スパイダーバース』

### 外国語映画賞
- 『ROMA/ローマ』 メキシコ

### アンサンブル演技賞
- 『サポート・ザ・ガールズ』

### ドキュメンタリー映画賞
- 『ミスター・ロジャースのご近所さんになろう』